# Huang Xing
Huang Xing, (Cinese semplificato: 黄兴; Cinese tradizionale: 黃興; pinyin: Huáng Xīng; Wade-Giles), o Huang Hsing (Huangxing, 25 ottobre 1874 – Shanghai, 31 ottobre 1916), è stato un generale cinese.
Fu il primo Comandante in Capo dell'esercito della Repubblica di Cina. Come uno dei fondatori del Kuomintang (KMT) e della Repubblica di Cina, la sua posizione era vicina a Sun Yat-sen. Insieme erano conosciuti come Sun-Huang durante la Rivoluzione Xinhai. Huang era conosciuto anche come il "Generale dalle otto dita" a causa delle ferite riportate durante la guerra.

## Biografia
Huang Xing nacque nella città poi ribattezzata in suo onore, ora parte di Changsha, nell'Hunan nel 1874. Da giovane studiò in molte scuole militari cinesi e nel 1902 fu inviato in Giappone da Zhang Zhidong per completare gli studi.
In Giappone Huang partecipò attivamente agli affari militari cinesi: organizzò un esercito anti-russo insieme agli altri studenti della scuola per vendicarsi dell'Impero russo che dopo la Ribellione dei Boxer aveva occupato ampie parti della Mongolia a discapito della Cina (anche in vista della Guerra russo-giapponese) e contribuì a fondare il Tongmenghui, movimento politico-militare di ispirazione democratica e occidentale ideato da Sun Yat-sen, oppositore politico della Dinastia Qing, che Huang aveva conosciuto in Giappone.
Nel 1907 Huang tornò segretamente in Cina con Song Jiaoren per partecipare attivamente alle rivolte anticoloniali scoppiate nell'Indocina francese e nel 1909 partecipò anche a un importante congresso del Tongmenghui organizzato da Sun Yat-sen in Malaysia.
Nel 1911 arrivò il cambiamento. Ad aprile di quell'anno Huang prese il comando dei ribelli nella Seconda rivolta di Canton che tuttavia fallì ma ad ottobre l'improvviso scoppio della Rivolta di Wuchang, che diresse, dette inizio alla Rivoluzione Xinhai contro la Dinastia Qing. Il 29 dicembre Huang partecipò alla prima elezione presidenziale della Repubblica ma ottenne solo un voto contro Sun.
 Il 1º gennaio 1912 fu proclamata ufficialmente la Repubblica e Sun entrò in carica. Intuendo di non poter sconfiggere l'Esercito Beiyang, fedele alla monarchia, Sun offrì al capo di quest'ultimo, il potente generale Yuan Shikai, la presidenza se avesse cambiato schieramento. Yuan accettò. Fece abdicare l'imperatore bambino Pu Yi e divenne presidente.
Tuttavia Sun e Huang ne divennero presto oppositori e infatti già l'anno seguente guidarono la Seconda Rivoluzione contro Yuan che però fallì.
A quel punto nel 1914 Huang fu costretto a emigrare e tornò in Giappone e poté tornare in Cina solo dopo la morte di Yuan nel 1916. Morì a Shanghai quello lo stesso anno, il 31 ottobre.